# 칠레령 남극 지역
칠레령 남극 지역(스페인어: Territorio Antártico Chileno 테리토리오 안타르티코 칠레노[*])은 1940년 이후 칠레가 자국의 영토임을 주장하는 남극 대륙의 일부로, 부분적으로 영국령 남극 지역과 아르헨티나령 남극 지역과 겹쳐진 분쟁 지역이다.
칠레는 1940년부터 영유권을 주장하고 있으나, 남극 조약을 신뢰하는 국제 사회에서는 이를 인정하지 않고 있다. 행정적으로 이 지역은 안타르티카칠레나 현의 코무나(코뮌)의 하나로 안타르티카 코무나로 되어 있다. 수도는 칠레 마가야네스 이 안타르티카칠레나  주 안타르티카칠레나 현에 위치한 푸에르토 윌리암스이다.

## 역사
남극에 대한 칠레의 영유권 주장은 스페인의 항해가와 칠레 본국의 탐험가들이 대항해 시대 이후 남극에 대한 조사가 시작되면서 퍼지기 시작했는데, 1961년 남극 조약이 체결된 후에도 칠레는 군사적, 영토 범위 확대 등에 큰 힘을 발휘하고 있다. 칠레령 남극에서는 여러 나라의 기지가 있을 뿐 아니라 평화적인 조사가 이루어지는 곳이지만, 실제로는 영유권 등에 얽힌 분쟁 지역이다.
16세기부터 17세기 사이에 많은 탐험가들이 이곳을 방문했는데, 그 중에 사우스 포클랜드 제도를 봤다는 의혹이 돌기도 했다.

### 영토 분쟁

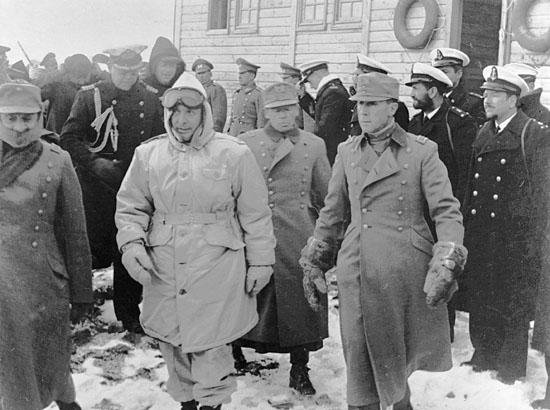
베르나르도 오이긴스 기지를 방문한 비델라 전 대통령

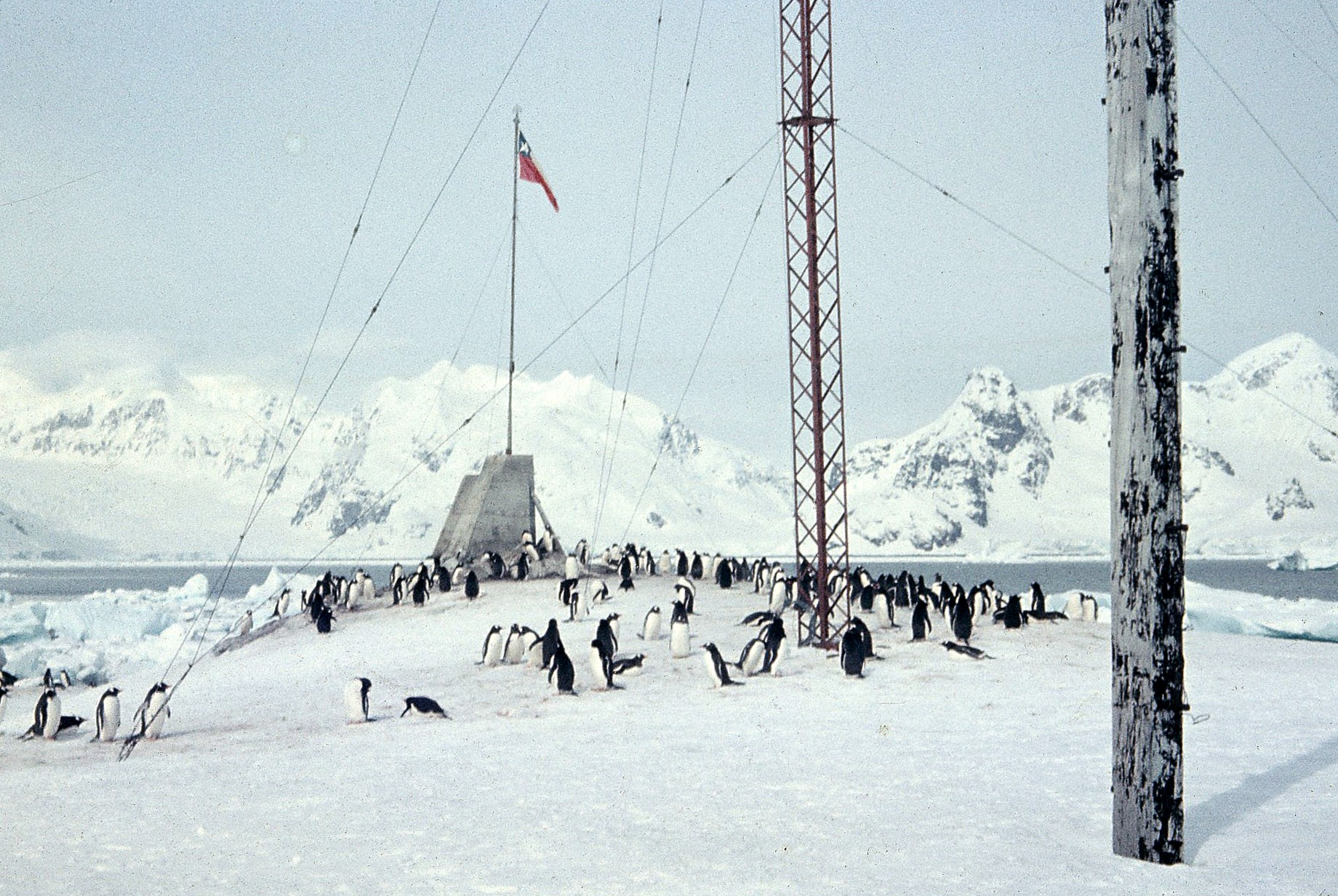
가브리엘 곤살레스 비델라 기지

19세기 초반부터 여러 나라에서 남극을 과학적인 목적으로 사용하려고 했는데, 거기서 자연스레 영유권 분쟁으로 이어졌다. 1906년 칠레 당국은 영유권을 주장하려는 목적으로 아르헨티나와 외교를 맺으려고 했으나 결렬되었다. 1908년 영국이 이 부근의 영유권을 주장하자, 여기서 분쟁이 시작되었다.
1948년 베르나르도 오이긴스 기지가 완성되었고, 이에 가브리엘 곤살레스 비델라 대통령이 이곳을 방문했다. 그는 국가원수로서는 최초로 남극을 방문한 사람이었다. 여기서 가브리엘 곤살레스 비델라 기지도 완성되었다.

## 같이 보기
- 남극조약
- 오스트레일리아령 남극 지역
- 로스 속령
- 마리버드랜드
- 티에라델푸에고현
- 티에라델푸에고주
- 포클랜드 제도
- 페테르 1세섬